# The Hum
«The Hum» es un sencillo realizado por el dúo belga Dimitri Vegas & Like Mike junto al disc jockey y productor neerlandés Ummet Ozcan. Fue lanzado el 20 de abril de 2015 a través de la discográfica de Dimitri Vegas & Like Mike, Smash the House. Está inspirado en una de las escenas de la película El lobo de Wall Street en la que Matthew McConaughey comienza a tararear una especie de sonido gutural o “zumbido” mientras golpea su pecho. Ésta es una canción llamada «The Money Chant» interpretada por Robbie Robertson junto al propio Matthew McConaughey.
Alcanzó la primera ubicación en la lista de sencillos de Bélgica obteniendo la certificación de platino.

## Video musical
El video musical fue estrenado el 5 de mayo de 2015 y está dirigido por Pascal Baillien, Tommy Vuylsteke y Mia Presley. En él, muestra una fiesta en una mansión en las colinas de Hollywood con la participación de Charlie Sheen y Jean Claude Van Damme junto a los mismos Ummet Ozcan y Dimitri Vegas & Like Mike.

## Lista de canciones
| Descarga digital – EP |                                             |          |  |
| N.º                   | Título                                      | Duración |  |
| 1.                    | «The Hum» (Original Mix)                    | 5:56     |  |
| 2.                    | «The Hum» (Short Edit)                      | 3:31     |  |
| 3.                    | «The Hum» (Lost Frequencies Short Remix)    | 2:45     |  |
| 4.                    | «The Hum» (Lost Frequencies Extended Remix) | 5:31     |  |
| 5.                    | «The Hum» (Kryder & Tom Staar Remix)        | 4:47     |  |

## Posicionamiento en listas
| Lista (2015)                            | Mejor posición |
| --------------------------------------- | -------------- |
| Bélgica (Flandes) (Ultratop 50)         | 1              |
| Bélgica (Valonia) (Ultratop 50)         | 10             |
| Estados Unidos (Dance/Electronic Songs) | 39             |
| Estados Unidos (Dance/Mix Show Airplay) | 28             |
| Francia (SNEP)                          | 60             |

### Certificaciones
| País    | Organismo certificador | Certificación | Ventas | Ref.   |
| ------- | ---------------------- | ------------- | ------ | ------ |
| Bélgica | BEA                    | Platino       | 30 000 | [ 11 ] |